# پانچکس اسپارکز
پانچکس اسپارکز با نام علمی Pachypanchax sparksorum، گونه ای ماهی از خانواده برکه ماهیها و ساده لبان و بومی ماداگاسکار است که در رودخانه آنجینگو و نهرهایی که به رودخانه آنکوفیا می‌ریزند یافت می‌شود. زیستگاه طبیعی آن رودخانه‌ها است. نام خاص این ماهی به افتخار ماهی‌شناس معروف جان اس. اسپارکس از موزه ملی ایالات متحده و همسرش کارن ریسنگ اسپارکس می‌باشد، آنها بسیاری از سری‌های نمونه را جمع‌آوری کردند.